# Ovidiu Cotruș
Ovidiu Cotruș (pseudonim poetic: Ovidiu Sabin, n. 24 februarie 1926, Oradea – d. 12 septembrie 1977, Timișoara) a fost un poet și critic literar român, deținut politic sub regimul comunist. Era nepotul lui Aron Cotruș.

## Biografie
Tatăl său a fost profesor de geografie. Ovidiu Cotruș a urmat liceul la Oradea și Arad. A continuat studiile la Facultatea de Litere și Filosofie de la Universitatea din Cluj.
A fost arestat în anul 1950, ca victimă a unui proces politic, în urma căruia a primit 14 ani de detenție, până în 1964. 
În 1965, a fost angajat redactor la revista Familia.
A murit în septembrie 1977 la Timișoara, suferind de o boală gravă de ficat contractată în închisoare.
Cel mai bun prieten al sau a fost Ștefan Augustin Doinaș. 
Printre persoanele frecventate de el se numără personalități de seama ale culturii române și nu numai: Mircea Eliade, André Malraux, Pierre Emmanuel, Monica Lovinescu, Virgil Ierunca etc. 
Soția sa, Delia, a păstrat toate manuscrisele sale și le-a oferit mai târziu spre publicare.

## Opera
A început prin publicarea de versuri în revista „Societatea de mâine”, dar, după cum consideră poetul, adevăratul său debut a fost în revista „Cercului literar” din Sibiu (1945), când a publicat sub pseudonimul Ovidiu Sabin.
A continuat la revistele Secolul 20, Luceafărul și Orizont.
Primul său volum, monografia „Opera lui Mateiu I. Caragiale”, a apărut postum în 1977 și a fost reeditat în 1983 de Editura Minerva din București.
În anul 1983 a apărut volumul de studii „Meditații Critice”, prefațat de Ștefan Augustin Doinaș.
După 1990, la Editura Cartea Românească în colecția Eseuri/Critică, a apărut volumul „Dialoguri”, cu o prefață semnată de Cornel Ungureanu.
Altă lucrare, apărută în anul 2000, este "Titu Maiorescu și cultura română" publicată la Editura Paralela 45 din Pitești.
În închisoare l-a cunoscut pe Radu Gyr. A memorat și ulterior a pus pe hârtie câteva din volumele postume ale poetului.